# قائمة قرارات مجلس الأمن التابع للأمم المتحدة من 2401 إلى 2500
هذه قائمة قرارات مجلس أمن الأمم المتحدة رقم 2401 إلى 2500 المعتمدة في الفترة بين 24 فبراير 2018 وإلى الآن.

## القائمة
| القرارات    | التاريخ        | التصويت                                                                      | الاهتمامات                                                                                          |
| ----------- | -------------- | ---------------------------------------------------------------------------- | --------------------------------------------------------------------------------------------------- |
| 2401        | 24 فبراير 2018 | 15-0-0                                                                       | الوضع في الشرق الأوسط (الحرب الأهلية السورية)                                                       |
| (2018) 2402 | 26 فبراير 2018 | 15-0-0                                                                       | تجديد العقوبات ضد اليمن                                                                             |
| (2018) 2403 | 28 فبراير 2018 | تم اعتماده بدون تصويت                                                        | تاريخ الانتخاب لملء شاغر في محكمة العدل الدولية                                                     |
| (2018) 2404 | 28 فبراير 2018 | 15-0-0                                                                       | الحالة في غينيا - بيساو                                                                             |
| (2018) 2405 | 8 مارس 2018    | 13–0–2 (ممتنعون: المملكة المتحدة، الولايات المتحدة)                          | الوضع في أفغانستان                                                                                  |
| (2018) 2406 | 15 مارس 2018   | 15-0-0                                                                       | تقارير الأمين العام عن السودان و جنوب السودان                                                       |
| (2018) 2407 | 21 مارس 2018   | 15-0-0                                                                       | عدم الانتشار / جمهورية كوريا الديمقراطية الشعبية                                                    |
| (2018) 2408 | 27 مارس 2018   | 15-0-0                                                                       | الوضع في الصومال                                                                                    |
| (2018) 2409 | 28 مارس 2018   | 15-0-0                                                                       | الحالة المتعلقة جمهورية الكونغو الديمقراطية                                                         |
| (2018) 2410 | 10 أبريل 2018  | 13–0–2 (ممتنعون: روسيا، الصين)                                               | هايتي                                                                                               |
| (2018) 2411 | 13 أبريل 2018  | 15-0-0                                                                       | تقارير الأمين العام عن السودان وجنوب السودان                                                        |
| (2018) 2412 | 23 أبريل 2018  | 15-0-0                                                                       | تقارير الأمين العام عن السودان وجنوب السودان                                                        |
| (2018) 2413 | 26 أبريل 2018  | 15-0-0                                                                       | بناء السلام بعد الصراع                                                                              |
| (2018) 2414 | 27 أبريل 2018  | 12–0–0 (ممتنعون: الصين، إثيوبيا، روسيا)                                      | الوضع المتعلق الصحراء الغربية                                                                       |
| (2018) 2415 | 15 مايو 2018   | 15-0-0                                                                       | الوضع في الصومال                                                                                    |
| (2018) 2416 | 15 مايو 2018   | 15-0-0                                                                       | تقارير الأمين العام عن السودان وجنوب السودان                                                        |
| (2018) 2417 | 24 مايو 2018   | 15-0-0                                                                       | حماية المدنيين في النزاعات المسلحة                                                                  |
| (2018) 2418 | 31 مايو 2018   | 9–0–6 (ممتنعون: بوليفيا، الصين، غينيا الاستوائية، إثيوبيا، كازاخستان، روسيا) | تقارير الأمين العام عن السودان وجنوب السودان                                                        |
| (2018) 2419 | 6 يونيو 2018   | 15-0-0                                                                       | صون السلام والأمن الدوليين                                                                          |
| (2018) 2420 | 11 يونيو 2018  | 15-0-0                                                                       | الوضع في ليبيا                                                                                      |
| (2018) 2421 | 14 يونيو 2018  | 15-0-0                                                                       | الوضع في العراق                                                                                     |
| (2018) 2422 | 27 يونيو 2018  | 15-0-0                                                                       | المحكمة الجنائية الدولية الخاصة، يوغوسلافيا                                                         |
| (2018) 2423 | 28 يونيو 2018  | 15-0-0                                                                       | الوضع في مالي                                                                                       |
| (2018) 2424 | 29 يونيو 2018  | 15-0-0                                                                       | الحالة المتعلقة جمهورية الكونغو الديمقراطية                                                         |
| (2018) 2425 | 29 يونيو 2018  | 15-0-0                                                                       | تقارير الأمين العام عن السودان وجنوب السودان                                                        |
| (2018) 2426 | 29 يونيو 2018  | 15-0-0                                                                       | الوضع في الشرق الأوسط                                                                               |
| (2018) 2427 | 9 يوليو 2018   | 15-0-0                                                                       | الأطفال والنزاعات المسلحة                                                                           |
| (2018) 2428 | 13 يوليو 2018  | 9–0–6 (ممتنعون: بوليفيا، الصين، غينيا الاستوائية، إثيوبيا، كازاخستان، روسيا) | تقارير الأمين العام عن السودان وجنوب السودان                                                        |
| (2018) 2429 | 13 يوليو 2018  | 15-0-0                                                                       | تقارير الأمين العام عن السودان وجنوب السودان                                                        |
| (2018) 2430 | 26 يوليو 2018  | 15-0-0                                                                       | تجديد قوة قوة الأمم المتحدة لحفظ السلام في قبرص حتى 31 يناير 2019                                   |
| (2018) 2431 | 30 يوليو 2018  | 15-0-0                                                                       | تجديد تفويض أميسوم حتى 31 مايو 2019                                                                 |
| (2018) 2432 | 30 أغسطس 2018  | 15-0-0                                                                       | الوضع في مالي                                                                                       |
| (2018) 2433 | 30 أغسطس 2018  | 15-0-0                                                                       | تمدد ولاية قوة الأمم المتحدة المؤقتة في لبنان                                                       |
| (2018) 2434 | 13 سبتمبر 2018 | 15-0-0                                                                       | تمديد ولاية بعثة الأمم المتحدة للدعم في ليبيا                                                       |
| (2018) 2435 | 13 سبتمبر 2018 | 15-0-0                                                                       | تمدد ولاية بعثة الأمم المتحدة للتحقق في كولومبيا حتى سبتمبر 2019                                    |
| (2018) 2436 | 21 سبتمبر 2018 | 15-0-0                                                                       | عمليات الأمم المتحدة لحفظ السلام                                                                    |
| (2018) 2437 | 3 أكتوبر 2018  | 15-0-0                                                                       | صون السلام والأمن الدوليين                                                                          |
| (2018) 2438 | 11 أكتوبر 2018 | 15-0-0                                                                       | تقارير الأمين العام عن السودان وجنوب السودان                                                        |
| (2018) 2439 | 30 أكتوبر 2018 | 15-0-0                                                                       | الحالة المتعلقة بـ جمهورية الكونغو الديمقراطية                                                      |
| (2018) 2440 | 31 أكتوبر 2018 | 12–0–3 (ممتنعون: بوليفيا، إثيوبيا، روسيا)                                    | الوضع في الصحراء الغربية                                                                            |
| (2018) 2441 | 5 نوفمبر 2018  | 13–0–2 (ممتنعون: روسيا، الصين)                                               | الوضع في ليبيا                                                                                      |
| (2018) 2442 | 6 نوفمبر 2018  | 15-0-0                                                                       | الوضع في الصومال                                                                                    |
| (2018) 2443 | 6 نوفمبر 2018  | 15-0-0                                                                       | الوضع في البوسنة والهرسك                                                                            |
| (2018) 2444 | 14 نوفمبر 2018 | 15-0-0                                                                       | الوضع في إريتريا                                                                                    |
| (2018) 2445 | 15 نوفمبر 2018 | 15-0-0                                                                       | تقارير الأمين العام عن السودان وجنوب السودان                                                        |
| (2018) 2446 | 15 نوفمبر 2018 | 15-0-0                                                                       | تمدد ولاية بعثة الأمم المتحدة المتكاملة المتعددة الأبعاد لتحقيق الاستقرار في جمهورية أفريقيا الوسطى |
| (2018) 2447 | 13 ديسمبر 2018 | 15-0-0                                                                       | عمليات الأمم المتحدة لحفظ السلام                                                                    |
| (2018) 2448 | 13 ديسمبر 2018 | 13-0-2                                                                       | الحالة في جمهورية أفريقيا الوسطى                                                                    |
| (2018) 2449 | 13 ديسمبر 2018 | 13-0-2 (امتناع عن التصويت: الصين وروسيا)                                     | الوضع في الشرق الأوسط                                                                               |
| (2018) 2450 | 21 ديسمبر 2018 | 15-0-0                                                                       | تمدد ولاية قوة الأمم المتحدة لمراقبة فض الاشتباك                                                    |
| 2451        | 21 ديسمبر 2018 | 15-0-0                                                                       | الوضع في الشرق الأوسط                                                                               |